# Nether Whitacre
Nether Whitacre est un village et une paroisse civile du Warwickshire, en Angleterre.

## Toponymie
Whitacre est un toponyme d'origine vieil-anglaise. Il désigne une terre cultivée (æcer) de couleur blanche (hwīt). Il est attesté dans le Domesday Book, compilé en 1086, sous la forme Witacre.

## Géographie
Nether Whitacre est un village du Warwickshire, un comté des Midlands de l'Ouest. Il se situe dans le nord de ce comté, à 6 km au nord-est de Coleshill et à 15 km à l'ouest de Nuneaton. Le centre-ville de Birmingham se trouve à une vingtaine de kilomètres à l'ouest. La Tame coule à l'ouest de la paroisse civile et la Bourne (en), son affluent, au sud. Le confluent des deux rivières se situe à la limite entre les paroisses civiles de Nether Whitacre et Shustoke.
Au Moyen Âge, Nether Whitacre relève du hundred de Hemlingford (en). Après l'abandon du système des hundreds, il est rattaché au district rural de Meriden (en) de 1894 à 1974, puis au district non métropolitain du North Warwickshire depuis 1974.
Pour les élections à la Chambre des communes, Nether Whitacre appartient à la circonscription de North Warwickshire.

## Histoire
Dans le Domesday Book, le manoir de Nether Whitacre apparaît divisé en 1086 entre deux propriétaires. La majeure partie appartient à Thorkil ou Turchil de Warwick, le fils du shérif Æthelwine, mais une parcelle appartient au baron anglo-normand Robert de Vesci. Le village compte alors 8 habitants et sa valeur annuelle est estimée à 12 shillings. Le manoir passe à une date ultérieure aux mains d'un autre seigneur anglo-normand, Robert Marmion (en), et ses descendants, qui détiennent également le château de Warwick, conservent Nether Whitacre au moins jusqu'en 1387.

## Démographie
Au recensement de 2011, la paroisse civile de Nether Whitacre, qui comprend également le hameau de Whitacre Heath, comptait 947 habitants.
| Année | Population |
| ----- | ---------- |
| 1801  | 360        |
| 1811  | 352        |
| 1821  | 408        |
| 1831  | 413        |
| 1841  | 503        |
| 1851  | 517        |
| 1881  | 587        |
| 1891  | 543        |
| 1901  | 538        |
| 1911  | 606        |
| 1921  | 726        |
| 1931  | 748        |
| 1951  | 816        |
| 1961  | 828        |
| 2011  | 947        |

## Culture locale et patrimoine

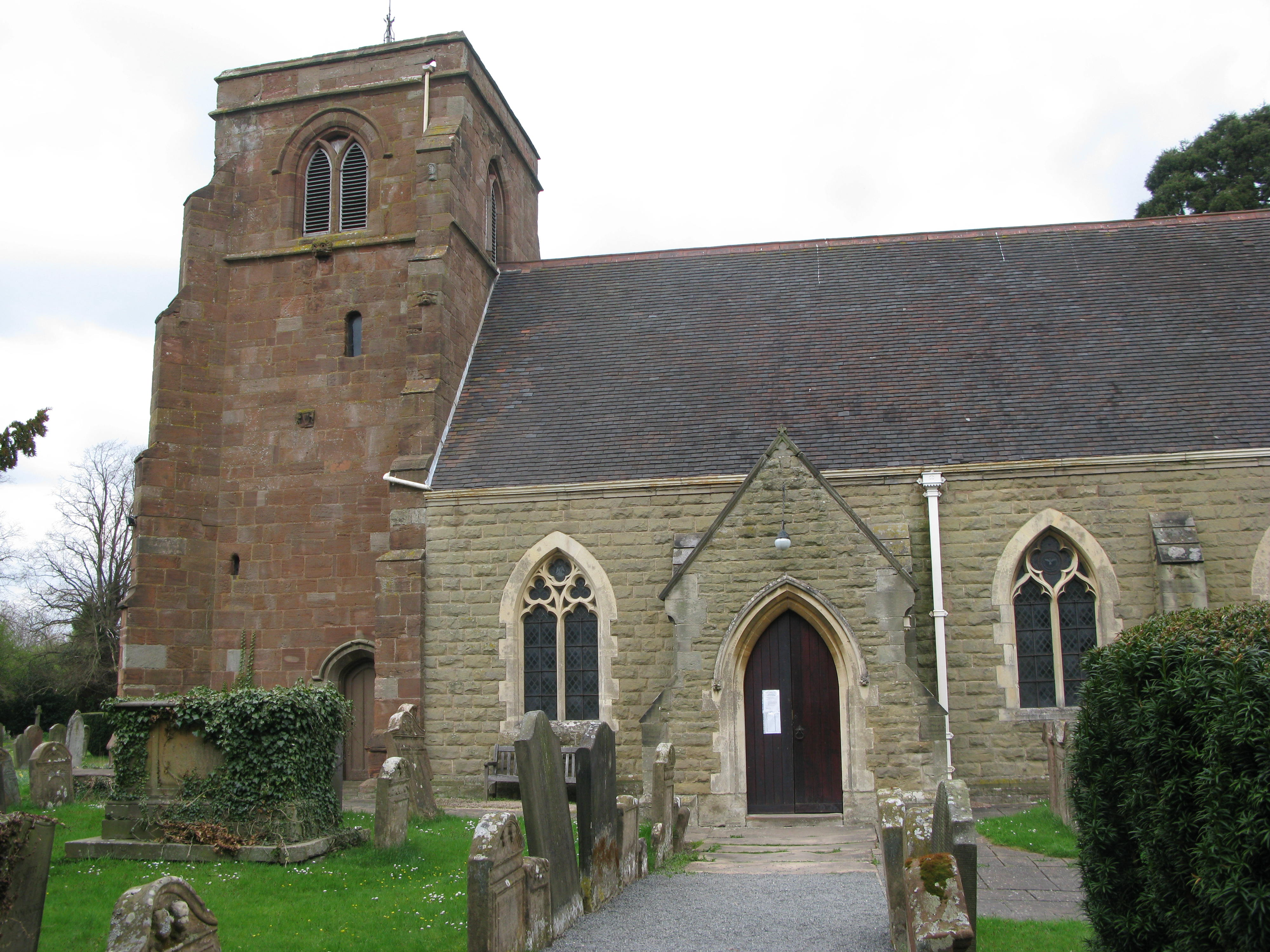
L'église Saint-Gilles de Nether Whitacre.

L'église paroissiale de Nether Whitacre est dédiée à saint Gilles. Sa tour remonte au XVIe siècle, mais le reste du bâtiment a été reconstruit en 1870. C'est un monument classé de grade II depuis 1961.